# Charles Leale
Pour l’article ayant un titre homophone, voir Charles Leal.
Charles Augustus Leale (26 mars 1842 - 13 juin 1932) était chirurgien dans l'armée de l'Union lors de la Guerre de Sécession. Il est essentiellement connu par les soins qu'il prodigua à Abraham Lincoln peu après que John Wilkes Booth ait tiré sur lui, le 14 avril 1865. 

## Rôle lors de l'assassinat d'Abraham Lincoln
Il vit Lincoln pour la première fois quelques jours avant la représentation au théâtre Ford, et trouva alors le visage de Lincoln si intéressant qu'il voulut l'étudier. Ayant appris que Lincoln assisterait à la représentation donnée au théâtre de Our American Cousin, il termina son travail tôt ce jour-là et se procura une place d'où il pouvait avoir une bonne vue du visage du président. 
Premier médecin à se porter aux secours d'Abraham Lincoln après l'attentat, il reçut de Mary Todd Lincoln, l'épouse du président, l'autorisation de soigner celui-ci. 
Leale constata que le président respirant à peine, pratiqua le bouche à bouche, trouva la blessure et enleva le caillot sanguin, ce qui diminua la pression et permit à son patient de recommencer à respirer de lui-même. Le docteur évalua rapidement son état, déclara : « sa blessure est mortelle ; il est impossible qu'il en réchappe »  et donna ordre que le président soit emporté du théâtre pour être porté jusqu'au lit le plus proche.
Leale ordonne que Lincoln puisse être déplacé à la maison Petersen dans la rue afin qu'il puisse reposer dans le confort. Leale a donné le contrôle sur le président Lincoln au médecin de famille, Robert K. Stone, et le commandant de l'hôpital de la place de l'Armurerie, DW Bliss. Lincoln a été placé sur un lit en diagonale, pour son corps 6'4 "était trop long pour tenir la longueur. Il lasped dans le coma pendant environ neuf heures avant de décéder à 07h22 le lendemain matin. Pour la plupart de la nuit, Leale lieu la main du président, il tenait quand le président Lincoln est mort, et par la suite déclaré que «parfois, la reconnaissance et retour de raison juste avant le départ. J'ai tenu sa main fermement pour lui faire savoir, dans son aveuglement, qu'il avait un ami. "
Leale ne parla pour la première fois de cet évènement que lors du 100e anniversaire de la naissance de Lincoln, en 1909, quand on le convainquit de prononcer un discours à cette occasion, pour laisser son témoignage à la postérité.